# Childia etium
Childia etium är en plattmaskart som först beskrevs av Ernst Marcus 1954.  Childia etium ingår i släktet Childia och familjen Childiidae. Inga underarter finns listade i Catalogue of Life.